# Reinhard Brauns
Reinhard Anton Brauns (* 20. August 1861 in Eiterfeld; † 28. Januar 1937 in Bonn) war ein deutscher Mineraloge.

## Leben

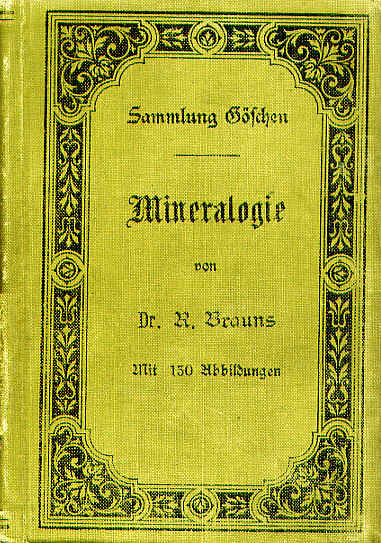
Reinhard Brauns Mineralogie war Band 29 der Sammlung Göschen

Sein Vater, der Kasseler Staatsanwalt Carl Brauns stammte aus einer Beamtenfamilie. Brauns studierte ab 1881 in Marburg, wurde 1885 zum Dr. phil. promoviert, habilitierte dort 1887  und war dann zunächst Privatdozent. 1893 wurde er ordentlicher Professor für Mineralogie und Geologie an der TH Karlsruhe, 1895 an der Universität Gießen und 1904 ordentlicher Professor der Mineralogie und Geologie in Kiel. 1895 heiratete er Karoline Wirth, mit der er zwei Söhne und eine Tochter hatte. Von 1907 bis 1928 war er ordentlicher Professor in Bonn.
Er untersuchte zu optischen Anomalien der Kristalle, arbeitete an der synthetischen Herstellung von Edelsteinen und war 1908 Mitbegründer der Deutschen Mineralogischen Gesellschaft. 1926 wurde er Ehrenmitglied der Akademien in Halle (Leopoldina) und Oslo. 1935 wurde ihm in Bonn der Dr. agr. h. c. verliehen.
Brauns starb 1937 an den Folgen eines Verkehrsunfalls. Er wurde beim Überqueren der Straße von einer Straßenbahn angefahren. Seine Asche wurde nach seiner letztwilligen Verfügung in den Laacher See gestreut.
Seine Sammlungen lagern im Mineralogisches Museum Marburg und im Museum Wiesbaden findet sich eine historische Präsentation von Mineralien nach seinem didaktischen System aus dem Jahr 1924.
Brauns war Mitglied des Corps Agraria Bonn. Nach ihm wurde das Mineral "Reinhardbraunsit" und eine Straße in Köln-Flittard benannt.

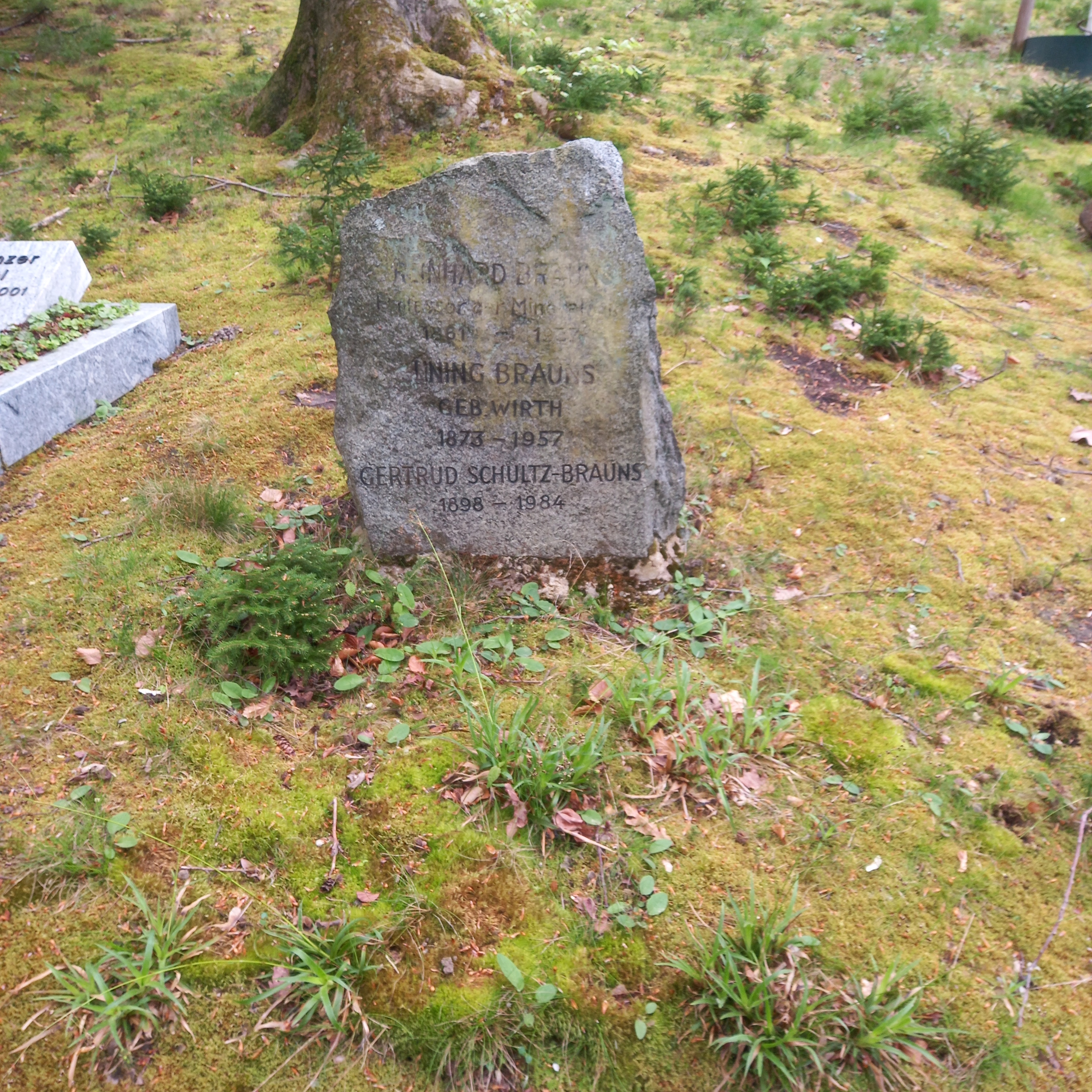
Das Grab von Reinhard Brauns und seiner Ehefrau Karoline (Linnig) geborene Wirth auf dem Poppelsdorfer Friedhof in Bonn

## Schriften
- Die optischen Anomalien der Krystalle. S. Hirzel, Leipzig 1891.
- Das Mineralreich. 440 Seiten, 82 Tafeln. Fritz Lehmann, Stuttgart 1903.
- Reinhard Brauns, Karl Franz Johann Chudoba: Allgemeine Mineralogie. 12., wesentl. erw. Aufl. der "Mineralogie". De Gruyter, Berlin 1968.
- Reinhard Brauns, Karl Franz Chudoba: Spezielle Mineralogie. Unveränd. Nachdr. d. 11., erw. Aufl. d. Mineralogie 1964. De Gruyter, Berlin u. a. 1979.
- Über die Ursache der anomalen Doppelbrechung einiger regulär krystallisirender Salze. Marburg 1883.
- Reinhard Brauns: Die Mineralien der Niederrheinischen Vulkangebiete, Mit besonderer Berücksichtigung ihrer Bildung und Umbildung. (Mit Unterstützung der Rheinischen Gesellschaft für wissenschaftliche Forschung.) Mit 40 Tafeln, 3 Porträts und 32 Figuren im Text, E. Schweizerbart’sche Verlagsbuchhandlung (Erwin Nägele), Stuttgart 1922.
- Anleitung zum Bestimmen der Mineralien von C. W. C. Fuchs. Achte unveränderte Auflage, Neu bearbeitet von Reinhard Brauns, Dr. Phil., Geh. Bergrat, Professor an der Universität Bonn, Mit 27 Abbildungen im Text, Verlag von Alfred Töpelmann (Vormals J. Ricker), Giessen 1930.
- Die Meteoritensammlung der Universität Bonn. In: Verhandlungen des Naturhistorischen Vereins der preußischen Rheinlande und Westfalens. Jg. 83, 1926, S. 160–168. (Der Katalog umfasst 879 Meteoritenproben von 353 verschiedenen Meteoriten mit einer Gesamtmasse von 450 kg.)
- Flüssige Kristalle und Lebewesen. 170 Referate aus dem Neuen Jahrbuch und Centralblatt für Mineralogie, Geol. u. Pal. E. Schweizerbart´sche Verlagsbuchhandlung, Stuttgart 1931.